# Stizoscepa basinotata
Stizoscepa basinotata är en insektsart som beskrevs av Karsch 1896. Stizoscepa basinotata ingår i släktet Stizoscepa och familjen vårtbitare. Inga underarter finns listade i Catalogue of Life.